# Grundorsaksanalys
Grundorsaksanalys (en: Root Cause Analysis, RCA) är ett samlande namn på metodiker var syfte är att finna den underliggande orsaken till att ett problem har uppstått och på så sätt eliminera dess inverkan i framtiden. På svenska förekommer även benämningen "Rotfelsanalys".
Sådana metodiker används ofta inom kvalitetsteknik och förbättringsarbete, särskilt i tillverkande industri. Fel och problem uppkommer i de flesta mänskliga verksamheter. Många är anställda för att arbeta med korrigerande åtgärder och ständiga förbättringar för att eliminera dessa. Genom att finna och sedan eliminera grundorsaken hindrar man att felet återkommer. Att endast eliminera symtomet gör ofta att felet återkommer på samma eller liknande sätt. Många verksamheter ägnar sig åt ständig brandsläckning av återkommande problem istället för att finna och eliminera grundorsaken till felet.
En metod är 5 x Varför?. Genom att fem gånger fråga efter varför ett fel har uppstått kan man hitta grundorsaken till felet.
Andra metoder är Fiskbensdiagram och Felträdsanalys.